# Zbytek po dělení
Zbytek po dělení nebo také modulo je početní operace související s operací celočíselného dělení.
Například 7 / 3 = 2 se zbytkem 1. Také můžeme říci, že 7 modulo 3 = 1, zkráceně 7 mod 3 = 1.
Je-li zbytek po dělení a/n nula, říkáme že a je dělitelné n.

## Záporná čísla
Protože není intuitivně jasné, jak by se měla operace zbytku po dělení chovat u záporných čísel, používají se přinejmenším dvě definice této operace:
- „Matematická varianta“:

{\displaystyle (a\;{\bmod {\;}}m)=a-\left\lfloor {\frac {a}{m}}\right\rfloor \cdot m}
Závorky {\displaystyle \lfloor \cdot \rfloor } zde označují nejbližší celé číslo menší než podíl a:m. Pro tuto variantu platí:
{\displaystyle (a+km)\;{\bmod {\;}}m=a\;{\bmod {\;}}m\quad (k\in \mathbb {Z} ),}
ale nastávají případy, kdy
{\displaystyle (-a)\;{\bmod {\;}}m\neq -(a\;{\bmod {\;}}m),} např. {\displaystyle (-2)\;{\bmod {3}}=1\neq -2=-(2\;{\bmod {\;}}3)}.
Je-li {\displaystyle m} kladné, pak {\displaystyle a\;{\bmod {\;}}m\geq 0} pro všechna {\displaystyle a}.
- „Symetrická varianta“:

{\displaystyle (a\;{\bmod {\;}}m)=a-m\cdot (a\,\operatorname {div} \,m);}
kde {\displaystyle a\,\operatorname {div} \,m} označuje směrem k nule zaokrouhlený podíl {\displaystyle a/m}. Pro tuto variantu platí
{\displaystyle (-a){\bmod {m}}=-(a{\bmod {m}})},
ale nastávají případy, kdy
{\displaystyle (a+km)\;{\bmod {\;}}m\neq a\;{\bmod {\;}}m}, např. {\displaystyle (1-3)\;{\bmod {\;}}3=(-2)\;{\bmod {\;}}3=-2\neq 1=1\;{\bmod {\;}}3}.
{\displaystyle a\;{\bmod {\;}}m} zde má stejné znaménko jako {\displaystyle a}, pokud není {\displaystyle a\;{\bmod {\;}}m=0}.
V programovacích jazycích je častěji implementována druhá varianta. Pokud je {\displaystyle a\geq 0} a současně {\displaystyle m>0}, dávají obě varianty stejné výsledky.

## Použití
V praktickém životě se modulo někdy používá jako prostředek pro kontrolu úplnosti a správnosti. Například většina rodných čísel osob narozených po roce 1953 je dělitelných číslem 11.
Operace modulo se hojně využívá v programování a návrhu algoritmů, např. při testu sudosti čísla nebo výpočtu dne v týdnu. Také se často používá při generování kontrolních součtů, které bývají součástí komunikačních protokolů.
Je také důležitou součástí algebry, kde se při konstrukci konečných celočíselných algeber využívá modulární aritmetika. 

## Operace modulo
Některé kalkulačky mají tlačítko s funkcí mod a mnoho programovacích jazyků má funkci mod nebo přímo operátor mod nebo %. Zápis operace modulo může být
a % n
nebo
a mod n
nebo
mod(a, n)

## Modulo a číselné soustavy
Platí, že v číselné soustavě o radixu N představuje zbytek po dělení číslem N, N2, N3, N4, …, Ni, … poslední jednu, dvě, tři, čtyři, …, respektive {\displaystyle i} číslic z dělence.
Toho se někdy využívá ve výpočetní technice (kde se v drtivé většině případů používá binární soustava). V případech, kdy je třeba zjistit zbytek po dělení dvěma, čtyřmi, osmi, …, 2i, … se místo (na výpočetní výkon náročnější) operace dělení provádí bitový součin (též bitová konjunkce, operace AND), kde druhým operandem je {\displaystyle 2^{i}-1}.

### Příklad
170 mod 64
Zbytek po dělení je 42. Druhý operand, 64, je 26, lze tedy použít bitový (binární) součin s číslem 26-1. Pokud bychom tedy spočítali 170 and 63, dostaneme:
|     | číslo binárně | číslo dekadicky |
| --- | ------------- | --------------- |
|     | 10101010      | 170             |
| and | 00111111      | 63              |
| =   | 00101010      | 42              |

## Kongruence modulon
O celých číslech říkáme, že jsou kongruentní modulo n  (pro celé číslo n větší než jedna), pokud jejich rozdíl je násobkem n. Tato relace tvoří ekvivalenci na množině celých čísel. Například:
- Čísla 13 a 513 jsou kongruentní modulo 100, neboť jejich rozdíl je 500.
- Čísla 11 a -9 jsou kongruentní modulo 10, protože jejich rozdíl je 20

## Aritmetika modulon
Pro celé číslo n větší než jedna aritmetikou modulo n  rozumíme množinu celých čísel od 0 do n−1 s operacemi sčítání, odčítání, násobení a dělení definovanými tak, aby výsledek operace byl kongruentní modulo n s výsledkem v klasické algebře.
Příklad: V aritmetice modulo 7 je 5×6 = 2. V obvyklém násobení je 5×6 = 30. Jediné číslo z množiny 0 až 6, které je kongruentní s 30, je číslo 2 (protože 30−4×7 = 2). Výsledek operace je vždy takto jednoznačný.
Jiná (ale ekvivalentní) definice aritmetiky modulo n je, že se jedná o rozklad (tedy množina všech tříd ekvivalence) množiny celých čísel podle relace "a je kongruentní s b modulo n".
Aritmetika modulo n s operací sčítání tvoří komutativní grupu, se sčítáním a násobením tvoří okruh. Je-li n prvočíslo, tvoří dokonce těleso.